# Juri Alexandrowitsch Rosum

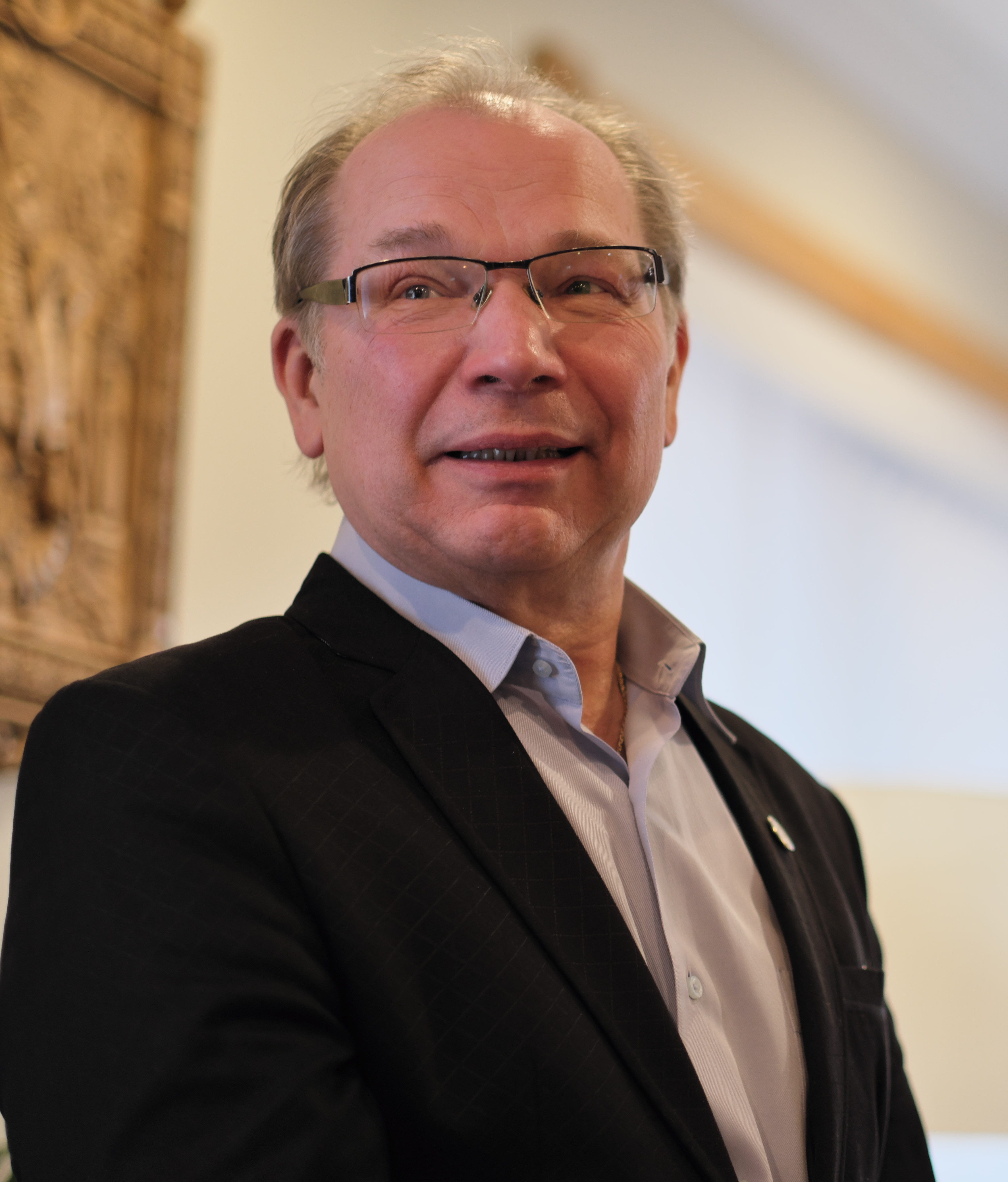
Juri Alexandrowitsch Rosum

Juri Alexandrowitsch Rosum (russisch Юрий Александрович Розум, auch Yuri Rozum; * 22. Februar 1954 in Moskau) ist ein russischer Pianist.
Juri Rosum studierte am Moskauer Tschaikowsky-Konservatorium, wo er als einer der talentiertesten Studenten galt. 1975 wurde er ausgewählt, um am Concours Musical Reine Elisabeth für Klavier in Brüssel teilzunehmen. Aufgrund religiöser und politischer Gründe wurde ihm jedoch von den sowjetischen Behörden die Ausreise nicht bewilligt. Erst Jahre später hatte Juri Rosum die Möglichkeit sein Können auch im Ausland unter Beweis zu stellen. Rasch erlangte er internationale Anerkennung. Unter anderem gewann er 1980 den ersten Preis beim Klavier-Wettbewerb Barcelona und 1984 den zweiten Preis beim Internationalen Musik-Wettbewerb Montreal. Im Jahr 2001 erhielt er den Titel Volkskünstler Russlands. Seit 2009 unterrichtet er am Gnessin-Institut in Moskau.